# Torregrossa (Lleida)
Torregrossa (spanisch Torregrosa) ist eine katalanische Gemeinde (municipio) mit 2.194 Einwohnern (Stand: 2024) in der Provinz Lleida im Nordosten Spaniens. Sie gehört zur Comarca Pla d’Urgell.

## Geographische Lage
Torregrossa liegt etwa 16 Kilometer ostsüdöstlich von Lleida in einer Höhe von ca. 230 m.

## Bevölkerungsentwicklung
| 1900 | 1930 | 1950 | 1970 | 1981 | 1991 | 2001 | 2011 | 2021 |
| ---- | ---- | ---- | ---- | ---- | ---- | ---- | ---- | ---- |
| 2714 | 2737 | 2752 | 2485 | 2312 | 2200 | 2217 | 2241 | 2157 |

## Sehenswürdigkeiten
- Kirchruine von Margalef
- Kirche Mariä Himmelfahrt
- Rochuskapelle
- Bartholomäuskapelle in Margalef
- herzögliches Herrenhaus von Margalef

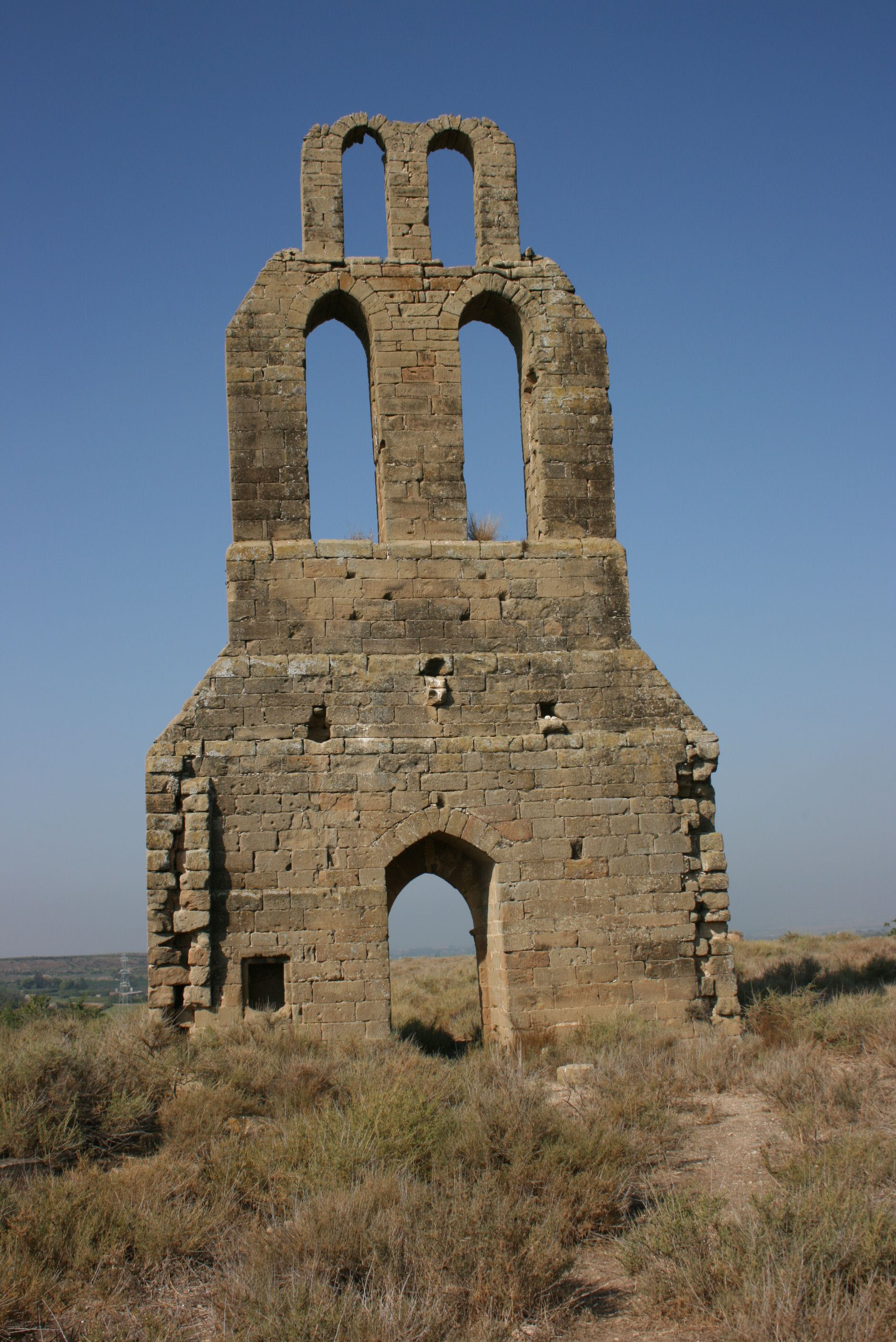
Kirchruine Santa María
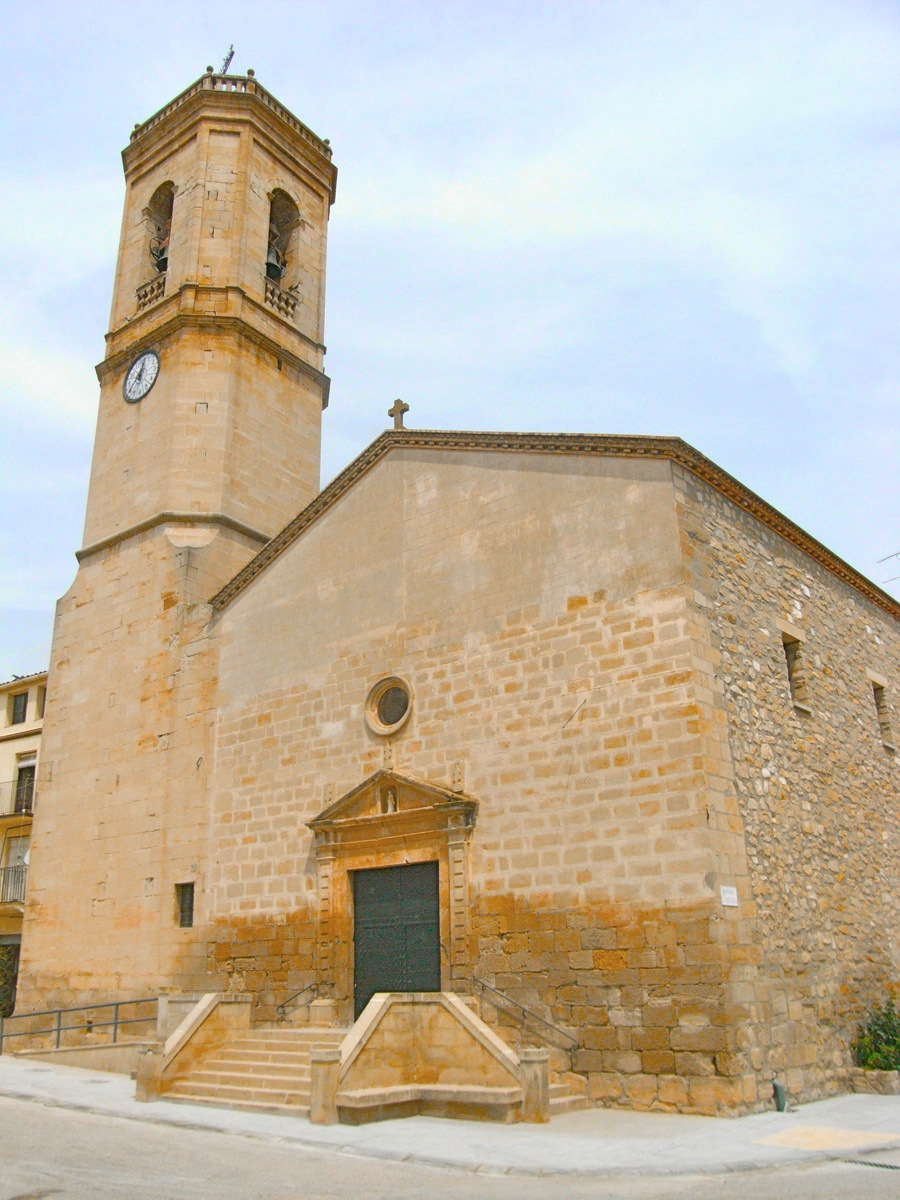
Kirche Mariä Himmelfahrt
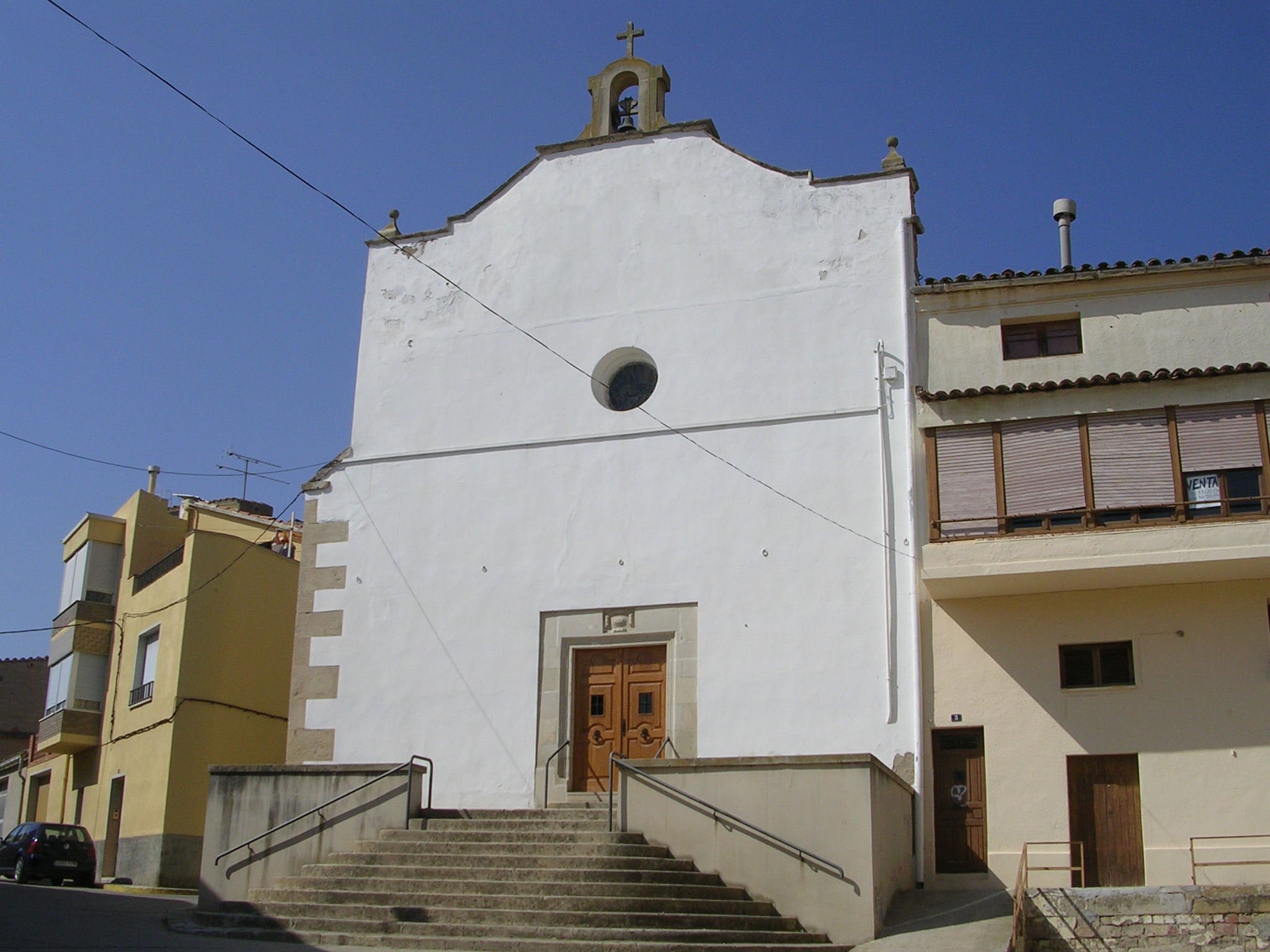
Rochuskapelle
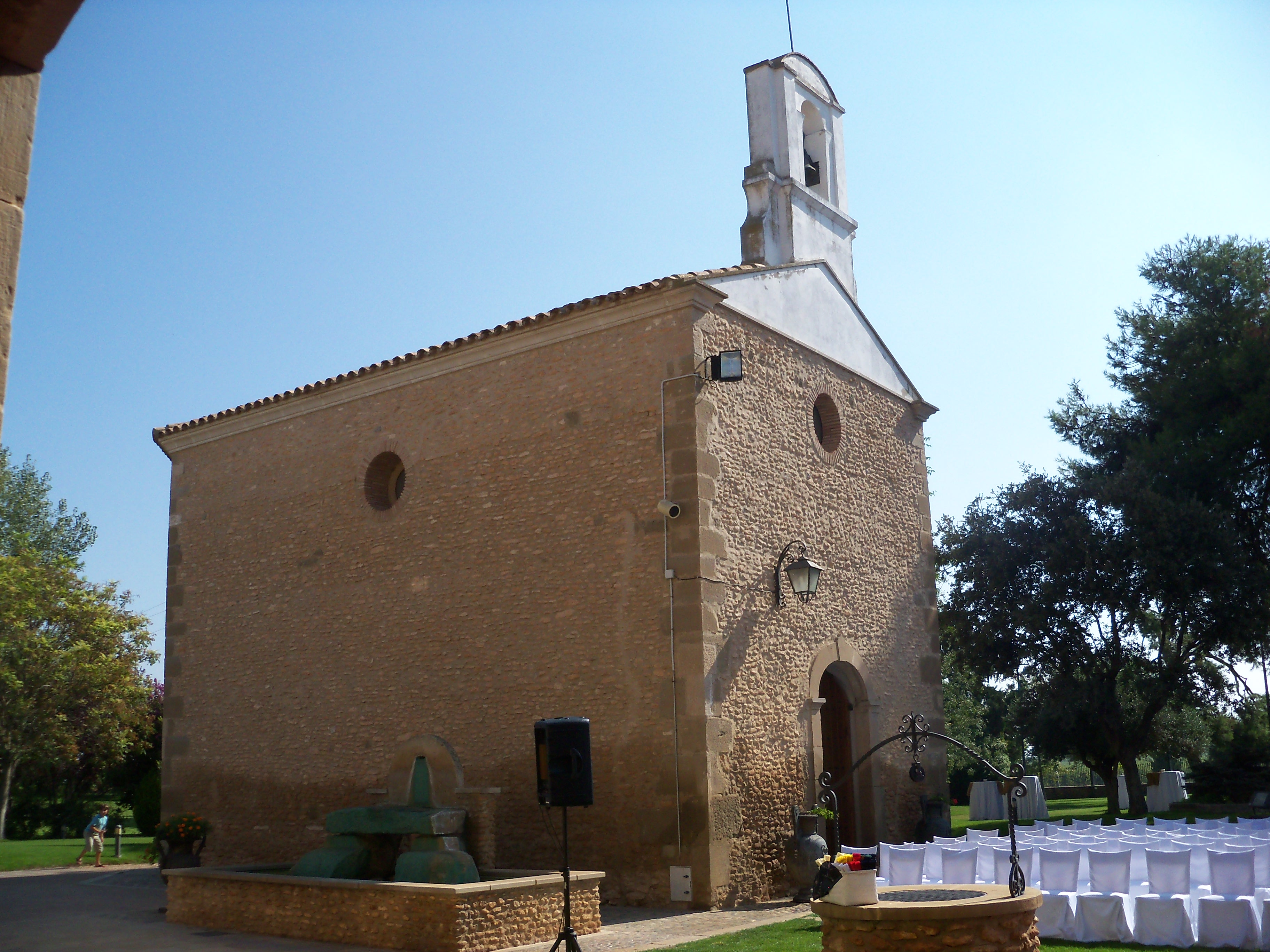
Bartholomäuskapelle
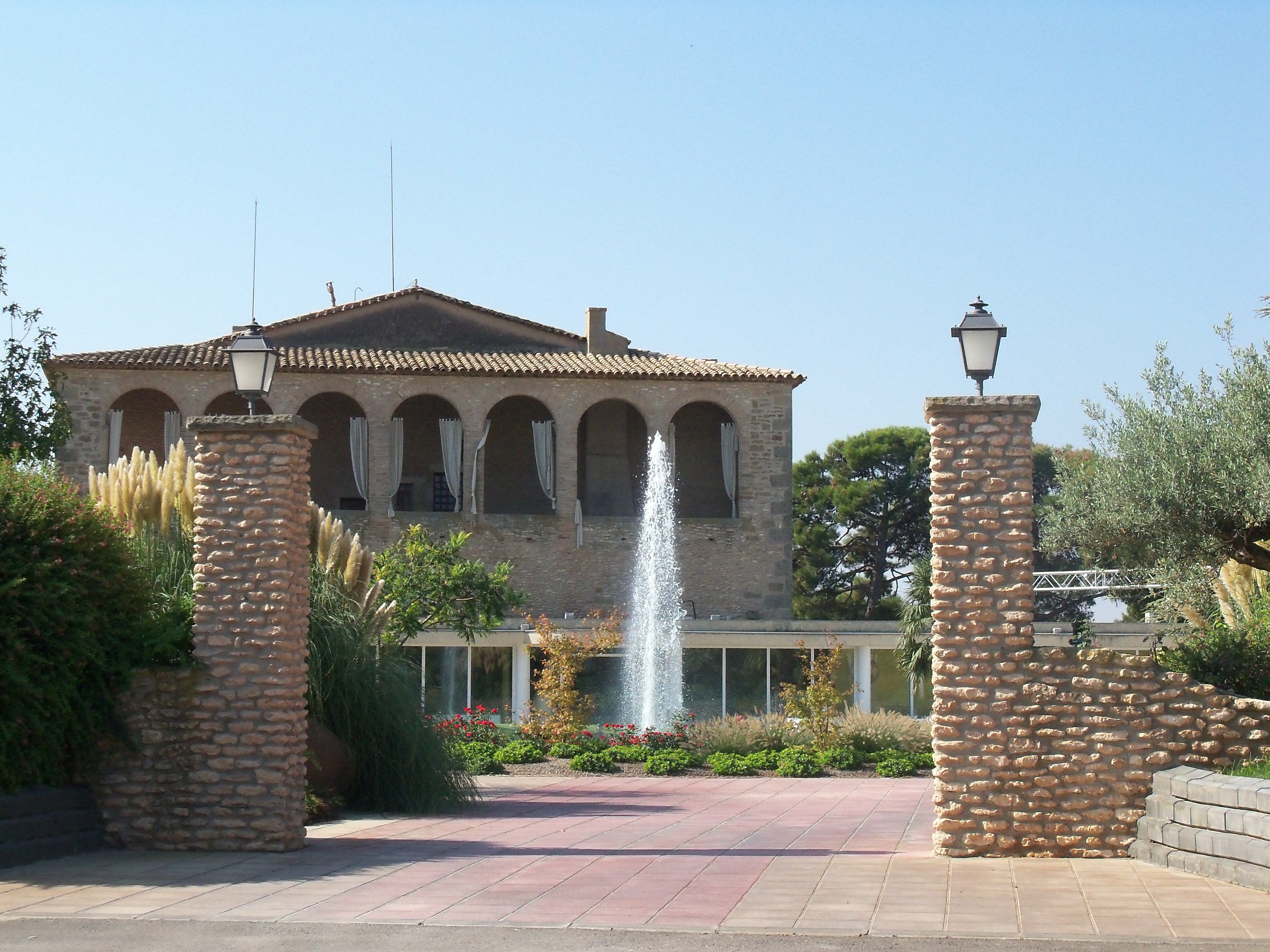
Herzögliches Herrenhaus
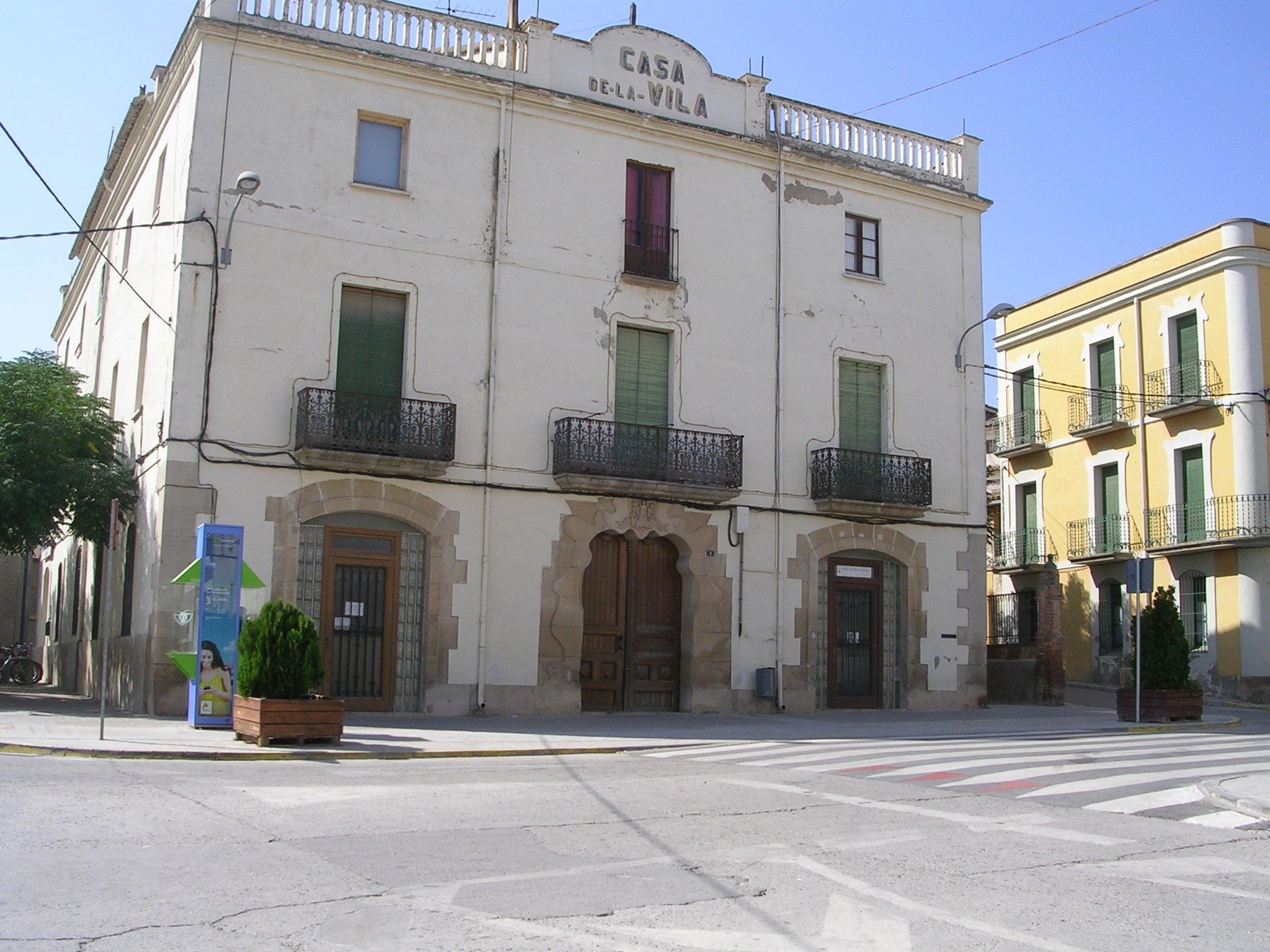
Rathaus